# Coronel João Sá
Coronel João Sá is een gemeente in de Braziliaanse deelstaat Bahia. De gemeente telt 18.408 inwoners (schatting 2009).

## Aangrenzende gemeenten
De gemeente grenst aan  Adustina,Jeremoabo, Paripiranga, Pedro Alexandre, Sítio do Quinto, Carira (SE) en Pinhão (SE).